# Félix Wielemans
Félix Maximilien Eugène Wielemans (Gand, 10 gennaio 1863 – Houtem, 5 gennaio 1917) è stato un generale belga, che ricoprì il ruolo di Capo di stato maggiore dell'esercito belga, e di consigliere militare del Re Alberto I, durante il corso della prima guerra mondiale.

## Biografia

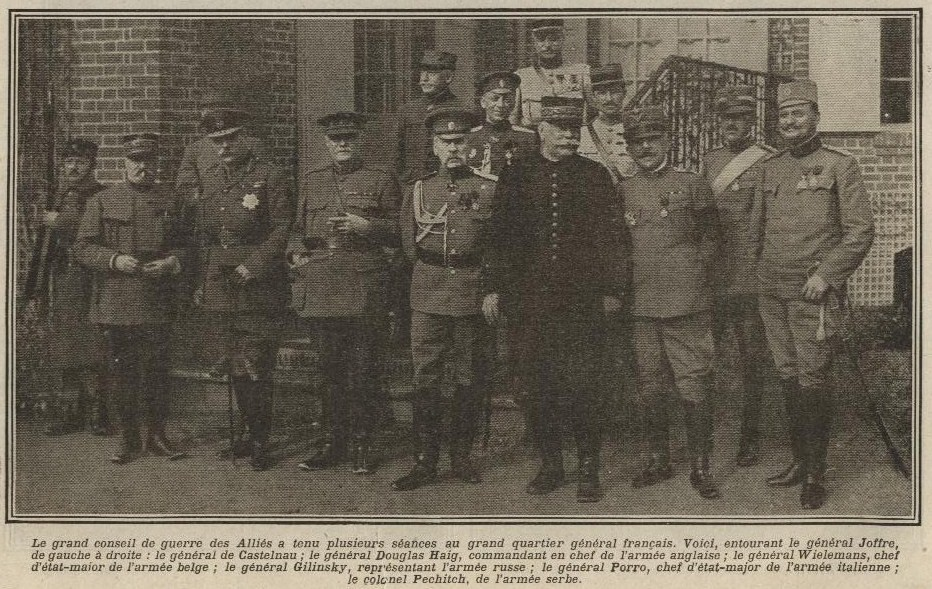
Gran Consiglio di guerra Alleato a Chantilly, da sinistra de Castelnau, Haig (G.B.), Wielemans (Bel), Gilinski (Rus), Joffre, Porro (Ita), Pechitch (Ser).

Nacque a Gand il 10 gennaio 1863 figlio di André e di Carolina Catherina Henekens. Arruolatosi nell'Armèe belge, entrò in fanteria nel 1881, e ne scalò le gerarchia militare, ricoprendo a partire dal 1913 l'incarico di capo di gabinetto del Ministro della guerra Charles de Broqueville.  Allo scoppio della prima guerra mondiale, nell'agosto 1914, assunse anche l'incarico di Vice capo di stato maggiore generale, venendo elevato alla carica di Capo di stato maggiore generale il 6 settembre dello stesso anno. Promosso maggior generale nel corso del 1915, rappresentò il Belgio presso il Consiglio di guerra alleato tenutosi nel dicembre dello stesso. Tenente generale nel 1916, partecipò alla conferenza interalleata di Chantilly iniziata il 15 novembre dello stesso anno. 
Ha ricevuto un gran numero di decorazioni per il suo ruolo durante la grande guerra, inclusa la Legion d'Onore conferitagli personalmente dal comandante supremo dell'esercito francese,  generale Joseph Joffre. 
Morì improvvisamente a Houtem, nelle Fiandre occidentali, il 5 gennaio 1917; la causa della sua morte venne riportata dal New York Times  come una polmonite contratta durante una visita in una trincea.

### Annotazioni
1. ↑  L’ultima delle conferenze di Chantilly cominciò il 15 novembre 1916. La presiedette il generale Joseph Joffre, Comandante in Capo dell'|esercito francese. Parteciparono, tra gli altri, il generale Félix Maximilien Eugène Wielemans, Capo di stato maggiore generale dell'esercito belga, Sir Douglas Haig, Comandante in Capo delle armate britanniche in Francia, il colonnello Vasile Rudeanu, Capo della missione militare rumena presso il Gran Quartier Generale francese, il generale Fedor Fedorovich Palitzin, Capo della missione militare russa, il generale Michailo Rachitch, delegato dell’esercito serbo presso il Gran Quartier Generale francese. Gli italiani erano rappresentati dal generale Carlo Porro dei conti di Santa Maria della Bicocca, sottocapo di Stato maggiore, e dal colonnello di Stato maggiore Enrico Tellini, capo dell’Ufficio situazioni, comunicati di guerra e missioni all’estero del Comando Supremo.
2. ↑  La salma fu tumulata nel locale cimitero.

### Fonti
1. 1 2 3  Belgieroyalis.
2. ↑  Memorial.
3. 1 2 3 4 5 6 7 8 9 10 11 12 13  Ars moriendi.
4. ↑  Death notice: p.2, in The New York Times, 7 January 1917.